# Rehden (Niemcy)
Rehden – miejscowość i gmina Niemczech, w kraju związkowym Dolna Saksonia, w powiecie Diepholz, siedziba gminy zbiorowej Rehden.